# Стефан (Никитин)
Епи́скоп Стефан (в миру Серге́й Алексе́евич Ники́тин; 16 [28] сентября 1895, Москва — 28 апреля 1963, Калуга) — архиерей Русской православной церкви, епископ Можайский, временно управляющий Калужской епархией.

## Биография
Окончил Первую Московскую гимназию (1914) и медицинский факультет Московского университета (1922).
Работал врачом-неврологом в Первом вспомогательном психологическом институте для умственно отсталых детей, первоначально был далёким от церкви человеком. После окончания университета перед ним встал вопрос, кем стать — научным работником или практическим врачом? По рекомендации своего друга, будущего архимандрита Бориса (Холчева), поехал к оптинскому старцу, чтобы получить от него ответ. Он долго беседовал со старцем Нектарием, но так и не изложил сути своего вопроса. Прощаясь, старец Нектарий благословил его и неожиданно сказал: «Врач-практик, врач-практик». Это событие произвело большое впечатление на молодого человека, способствовало его приходу в церковь.
Работал врачом-ординатором в клинике нервных болезней, врачом-неврологом в различных медицинских учреждениях Москвы. Одновременно с медицинской практикой был прихожанином, а затем председателем приходского совета прихода храма св. Николая в Клённиках на Маросейке в Москве. Настоятелем этого храма был протоиерей Алексей Мечёв, а после его смерти в 1923 году — его сын, протоиерей Сергей Мечёв. За активную церковную деятельность был арестован и осуждён.
В 1931—1934 годах находился в лагере, где был заведующим медпунктом. Добивался освобождения многих заключённых от работы, а наиболее слабых отправлял в больницу. После освобождения работал врачом в городе Карабаново, затем в Струнине Александровского района Владимирской области.
В 1935 году тайно рукоположён во Владимирской области Афанасием (Сахаровым) во иерея.
Открыто начал служить только с 1951 года в Ташкентской епархии под началом владыки Гурия (Егорова): в городах Курган-Тюбе, Ленинабаде, Самарканде, Ташкенте. Во второй половине 1950-х годов был духовником Тихвинского женского монастыря в Днепропетровске (владыка Гурий в этот период возглавлял Днепропетровскую епархию).
В январе 1959 года был пострижен в монашество, после закрытия монастыря, с 1959 года, недолго служил в Минске (опять под началом владыки Гурия), затем в Крестовой митрополичьей церкви Москвы.
7 апреля 1960 года хиротонисан во епископа Можайского, викария Московской епархии и назначен председателем хозяйственного управления Московской патриархии.
1 сентября 1960 года рукоположил во иерея Александра Меня.
9 апреля 1962 года уволен на покой по болезни.
Но с 19 июля 1962 года — временно управляющий Калужской епархией. За годы хрущевских гонений в стране было закрыто и разрушено 6 тысяч церквей, а владыка Стефан открыл в Калужской епархии два новых храма
Скончался во время воскресной проповеди в верхнем храме Георгиевского кафедрального собора, в которой призывал прихожан любить Господа, как любили Его жены-мироносицы. Похоронен в селе Акулово Московской области.